# Перші люди на Місяці
«Перші люди на Місяці» (англ. The First Men in the Moon) — науково-фантастичний роман британського письменника Герберта Веллса. Написаний у 1901 році.
Роман оповідає про подорож до Місяця, здійснену бідним бізнесменом паном Бедфордом і блискучим, але ексцентричним ученим доктором Кейвором.
Твір можна читати як критику тодішніх політичних систем, особливо імперіалізму. Тема «зіткнення цивілізацій» нагадує відому роботу Веллса, написану раніше, «Війна світів». Як і у «Війні світів», він натякнув, що нелюдська цивілізація, можливо, демонструє, як буде розвиватися в далекому майбутньому людське суспільство. Таким чином, зображення суспільства місячних жителів селенітів може розглядатися як утопія або антиутопія, залежно від обраного аспекту.

## Сюжет

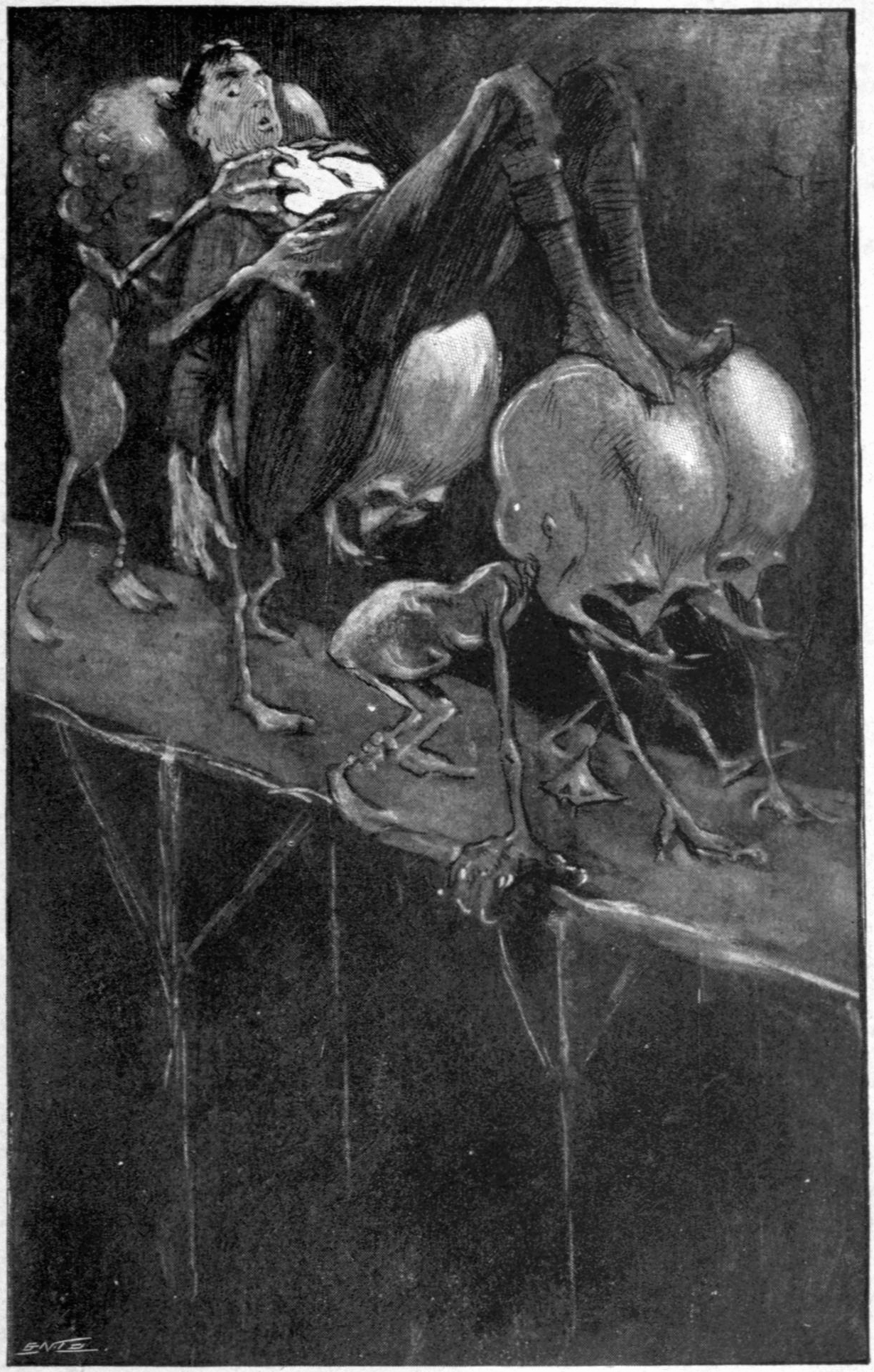
Селеніти схопили Кейвора. Ілюстрація Клода Алліна Шепперсона, 1901 р.

Лондонський бізнесмен, на ім'я Бедфорд, вирушає в сільську місцевість, щоб написати п'єсу і завдяки їй розбагатіти. Бедфорд орендує невеликий сільський будинок у Лімпні, графство Кент. Однак, його турбує дивний перехожий, який з'являється біля будинку щодня в той самий час. Через два тижні Бедфорд вирішує познайомитися з ним і дізнається, що то фізик-відлюдник, на ім'я Кейвор. Фізик розробляє новий матеріал, кейворит, здатний екранувати гравітацію.
Коли Кейвор обробляє лист металу кейворитом, той стає невагомим і злітає в космос. Кейвору спадає на думку ідея сферичного космічного корабля, покритого кейворитом, щоб здійснити подорож на Місяць. Апарат буде покритий чимось на зразок жалюзі, щоб регулювати розмір екранованої площі. Винахідник переконує Бенфорда взяти участь у польоті, Бедфорд неохоче погоджується.
На поверхні Місяця обоє виявляють безлюдний ландшафт, але коли сонце сходить, тонка, заморожена атмосфера випаровується, і навколо починають напрочуд швидко рости дивні рослини. Бедфорд і Кейвор виходять із корабля, але швидко губляться в новоутворених джунглях. Вони чують таємничий гуркіт під землею і стикаються з місцевою худобою, яку випасають розумні істоти. Спочатку земляни ховаються від аборигенів і чекають звідусіль небезпеки, але, зголоднівши, їдять щось схоже на гриби, від чого п'яніють. У такому стані їх схоплюють місцеві жителі, комахоподібні селеніти (названі на честь грецької богині Селени).
Селеніти забирають Бедфорда й Кейвора у печери під поверхнею Місяця. Земляни згодом тікають, убивши кількох селенітів. Шукаючи свій корабель, обоє виявляють, що золото дуже поширене на Місяці. Чоловіки розділяються, Бедфорд знаходить корабель і повертається на Землю без Кейвора, який травмувався під час падіння і був схоплений селенітами знову.
Бедфорд падає в море біля узбережжя Британії, біля приморського міста Літтлстоун, неподалік від місця відправлення. Він встиг прихопити чимало золота, але втрачає корабель, бо місцевий хлопчик, на ім'я Томмі Сіммонс, залазить туди й випадково запускає корабель у космос. Бедфорд пише та публікує розповідь про свої пригоди в журналі «The Strand», а потім дізнається, що «пан Джуліус Вендігі, голландський електрик», отримав радіоповідомлення від Кейвора з Місяця. Виявляється, Кейвор навчив двох селенітів англійської мови й багато чого дізнався про місячне суспільство.
Розповідь Кейвора пояснює, що селеніти мають численні касти, спеціалізовані під різні завдання. «Великий Місячник» довідавшись про життя на Землі, робить висновок, що люди накопичують знання замість користуватися ним задля спільного блага, тому вони дикуни. Особливо селенітів дивує схильність землян до воєн. Бедфорд робить висновок, що саме з цієї причини Кейвору заборонили продовжувати мовлення на Землю. Його остаточна доля лишається невідома, але Бедфорд упевнений, що «ми ніколи більше не отримаємо повідомлення з Місяця».

## Екранізації
- Подорож на Місяць (1902)
- Перші люди на Місяці (1919)
- Перші люди на Місяці (1964)
- Перші люди на Місяці (2010)